# Tabit
Tabit (π3 Orionis / π3 Ori / 1 Orionis) es una estrella en la constelación de Orión. Comparte la denominación de Bayer «Pi» con otras cinco estrellas, siendo entre éstas la más próxima a la Tierra, ya que se halla a 26,3 años luz de distancia. Con magnitud aparente +3,60, es también la más brillante de ellas, por delante de π4 Orionis, que se encuentra mucho más alejada. Su nombre puede provenir del árabe Al Thabit, «la que perdura».
Tabit es una enana blanco-amarillenta de tipo espectral F6V más caliente y luminosa que el Sol. Con una luminosidad 2,7 veces mayor que la luminosidad solar, tiene una temperatura de 6419 ± 29K, unos 600 K superior a la del Sol.
Su diámetro es un 30% más grande que el radio solar y gira sobre sí misma con una velocidad de rotación proyectada de 19,2 km/s.
Su metalicidad —abundancia relativa de elementos más pesados que el helio— es ligeramente menor que la solar.
Tiene una masa de 1,25 masas solares y una edad estimada de 2200 millones de años, aproximadamente un 55 % de su vida dentro de la secuencia principal.
Tabit parece ser una estrella ligeramente variable, posiblemente del tipo Delta Scuti, con una variación en su brillo de 0,05 magnitudes. Puede tener una compañera espectroscópica que no ha podido ser resuelta mediante interferometría de moteado. Asimismo, forma una doble óptica con una estrella de magnitud 8,8 situada a unos 95 segundos de arco.
El movimiento de Tabit a través del espacio le acerca a la Tierra, de forma que dentro de 210 000 años se hallará a 15 años luz de nuestro planeta. Actualmente Ross 41, a 5,1 años luz de distancia, es la estrella conocida más cercana a Tabit. Tabit es uno de los objetivos prioritarios del proyecto Terrestrial Planet Finder (TPF) para la búsqueda de planetas terrestres que puedan albergar vida.